# Jerzy Śliwczyński
Jerzy Piotr Śliwczyński (ur. 19 października 1922(dts), zm. 2 stycznia 2012(dts)) – polski „Sprawiedliwy wśród Narodów Świata”.

## Życiorys
Jerzy Śliwczyński był synem Tadeusza i Amelii z Grzybowskich. Rodzina pochodziła z Mławy. Od 1 lutego 1940 Jerzy pracował w Sądzie Grodzkim na ulicy Leszno w kancelarii komisarza sądowego Jana Rzymowskiego jako goniec. Z racji zawodu miał przepustkę do getta. Pozwalało mu to przenosić tam korespondencję, dokumenty, lekarstwa i inne rzeczy potrzebne Żydom. W 1941 Śliwczyński pomógł opuścić getto doktorowi Józefowi Makowskiemu i jego rodzinie. Śliwczyński dodatkowo przez około półtora roku ukrywał w swoim mieszkaniu przy ul. Chałubińskiego 11/7 Ellę Perkiel (Elżbietę Zakrzewską), a przez ok. rok Celina Czech. Wyratował Ellę także z obozu przejściowego na ul. Skaryszewskiej, do którego trafiła po aresztowaniu. Śliwczyński pomagał także farmaceucie Jakubowi Kleniecowi z żoną i córką Rutą oraz Izie Bieżuńskiej. Jerzy działał w Armii Krajowej. W 1944 został aresztowany i wywieziony na roboty przymusowe do Niemiec. Wtedy Ellą zaczął się opiekować ojciec Jerzego – Tadeusz. Po wojnie Ella wyjechała do Stanów Zjednoczonych. Zmarła w 2000.
Śliwczyński po wojnie ukończył studia wyższe. Od 1991 do 2008 był prezesem Zarządu Polskiego Towarzystwa Sprawiedliwych wśród Narodów Świata. Był także wśród założycieli Komitetu dla Upamiętnienia Polaków Ratujących Żydów.
W 1981 razem z ojcem został odznaczony medalem Sprawiedliwych wśród Narodów Świata. W 2007 otrzymał Krzyż Komandorski Orderu Odrodzenia Polski. Miał córkę. Został pochowany na cmentarzu Powązkowskim w Warszawie (kwatera 132-1-24).